# Världsmästerskapen i bordtennis 1989
Världsmästerskapen i bordtennis 1989 hölls i Dortmund i Västtyskland, mellan den 29 mars och 9 april 1989. Tävlingarna spelades i Westfalenhallen. Sverige vann lagfinalen för första gången sedan 1973 mot det på den tiden det omöjliga Kina med 5–0 och rev den så kallade "kinesiska muren".

## Resultat

### Lag
| Event      | Guld                                                                              | Silver                                                         | Brons                                                                  |
| Lag herrar | Sverige Mikael Appelgren Peter Karlsson Erik Lindh Jörgen Persson Jan-Ove Waldner | Kina Chen Longcan Jiang Jialiang Ma Wenge Teng Yi Yu Shentong  | Nordkorea Chu Jong-Chol Hong Sun Kim Song-Hui Li Gun-Sang Yun Mun-Song |
| Lag damer  | Kina Chen Jing Chen Zihe Hu Xiaoxin Li Huifen                                     | Sydkorea Hong Soon-Hwa Hyun Jung-Hwa Kim Young-Mi Kwon Mi-Sook | Hongkong Chai Po Wa Chan Tan Lui Hui So Hung Mok Ka Sha                |

### Individuellt
| Event       | Guld                         | Silver                         | Brons                  |
| Herrsingel  | Jan-Ove Waldner              | Jörgen Persson                 | Andrzej Grubba         |
| Herrsingel  | Jan-Ove Waldner              | Jörgen Persson                 | Yu Shentong            |
| Damsingel   | Qiao Hong                    | Li Bun-Hui                     | Hyun Jung-Hwa          |
| Damsingel   | Qiao Hong                    | Li Bun-Hui                     | Chen Jing              |
| Herrdubbel  | Steffen Fetzner Jörg Roßkopf | Zoran Kalinić Leszek Kucharski | Chen Longcan Liu Wei   |
| Herrdubbel  | Steffen Fetzner Jörg Roßkopf | Zoran Kalinić Leszek Kucharski | Hui Jun Teng Yi        |
| Damdubbel   | Deng Yaping Qiao Hong        | Chen Jing Hu Xiaoxin           | Gao Jun Liu Wei        |
| Damdubbel   | Deng Yaping Qiao Hong        | Chen Jing Hu Xiaoxin           | Ding Yaping Li Jun     |
| Mixeddubbel | Yoo Nam-Kyu Hyun Jung-Hwa    | Zoran Kalinić Gordana Perkučin | Chen Longcan Chen Jing |
| Mixeddubbel | Yoo Nam-Kyu Hyun Jung-Hwa    | Zoran Kalinić Gordana Perkučin | Chen Zhibin Gao Jun    |